# 皺唇鳳䲁
皺唇鳳䲁（學名：Salarias sinuosus），又稱皺唇唇齒䲁，為輻鰭魚綱鳚形目䲁科鳳䲁屬的一種，分布於西太平洋日本至澳洲海域，深度0至5公尺，本魚體延長略側扁，頭短鈍，下唇邊緣平滑，上唇具細圓齒，背鰭在棘狀部分和軟條部分之間有缺口，背鰭和臀鰭透過膜連接到尾鰭基部，成年雄魚的臀鰭上有細長的前鰭條，體色多變，側面和背部呈棕色，有八條深棕色條紋和一排帶有深色輪廓的小藍色斑點，腹部呈紅色，有四排間距緊密的細長白色斑點，背鰭硬棘12枚、背鰭軟條16-17枚、臀鰭硬棘2枚、臀鰭軟條17-18枚，體長可達6公分，棲息在水淺的珊瑚礁，雌魚產附著性卵，雄魚有護卵行為，幼魚為浮游性，生活習性不明。